# Tribalus foveolatus
Tribalus foveolatus är en skalbaggsart som beskrevs av Vienna 1993. Tribalus foveolatus ingår i släktet Tribalus och familjen stumpbaggar. Inga underarter finns listade i Catalogue of Life.